# Національна опера «Естонія»
Національна опера «Естонія» (ест. Rahvusooper Estonia) — театр опери і балету в Таллінні. Попередня назва — Театр опери і балету «Естонія».

## Історія
Заснований 1906 року на базі музично-співацького товариства «Естонія», що веде свою історію з 1865 року. Будівля театру «Естонія», побудована в югендстилі в 1913 році за проектом фінських архітекторів Армаса Ліндгрена і Війві Льона, була найбільшою в Таллінні того часу. В одному крилі будівлі був театральний зал, в іншому — концертний. Початково театр функціонував як оперний і драматичний, постійна оперна трупа була сформована 1918 року, балетна — 1926 року. Опери виставляються в театрі з 1908 року, а 1928 була в театрі була поставлена перша естонська опера.
23 квітня 1919 року в концертному залі зібрався перший парламент Естонії — Установчі Збори Естонської Республіки.
Опера була зруйнована в результаті тотального бомбардування радянською авіацією Таллінна в березні 1944 року. Будівлю відновили у другій половині 1940-х років за проектом естонських архітекторів Алара Котлі і Едгара Куузіка.
1949 року драматична група відділилася від театру, об'єднавшись з Естонським драматичним театром. В цей час театр отримав назву «Театр опери і балету», 1950 року отримав статус академічного. Сучасна назва була закріплена за театром 1997 року.